# Statue de Thiruvalluvar
La statue de Thiruvalluvar (en tamoul : திருவள்ளுவர் சிலை (tiruvaḷḷuvar silai)), est une statue monumentale d'Inde située sur un îlot rocheux à proximité immédiate du cap Comorin, l'extrémité méridionale de la partie continentale de l'Inde dans l'État du Tamil Nadu. Avec le mémorial du rocher de Vivekananda situé sur un autre îlot tout proche, elle constitue un important lieu touristique et de pèlerinage. Elle est construite en 1999 à l'effigie de Thiruvalluvar, poète et philosophe tamoul de l'Antiquité. La hauteur combinée de la statue et de son piédestal est de 40,5 mètres.

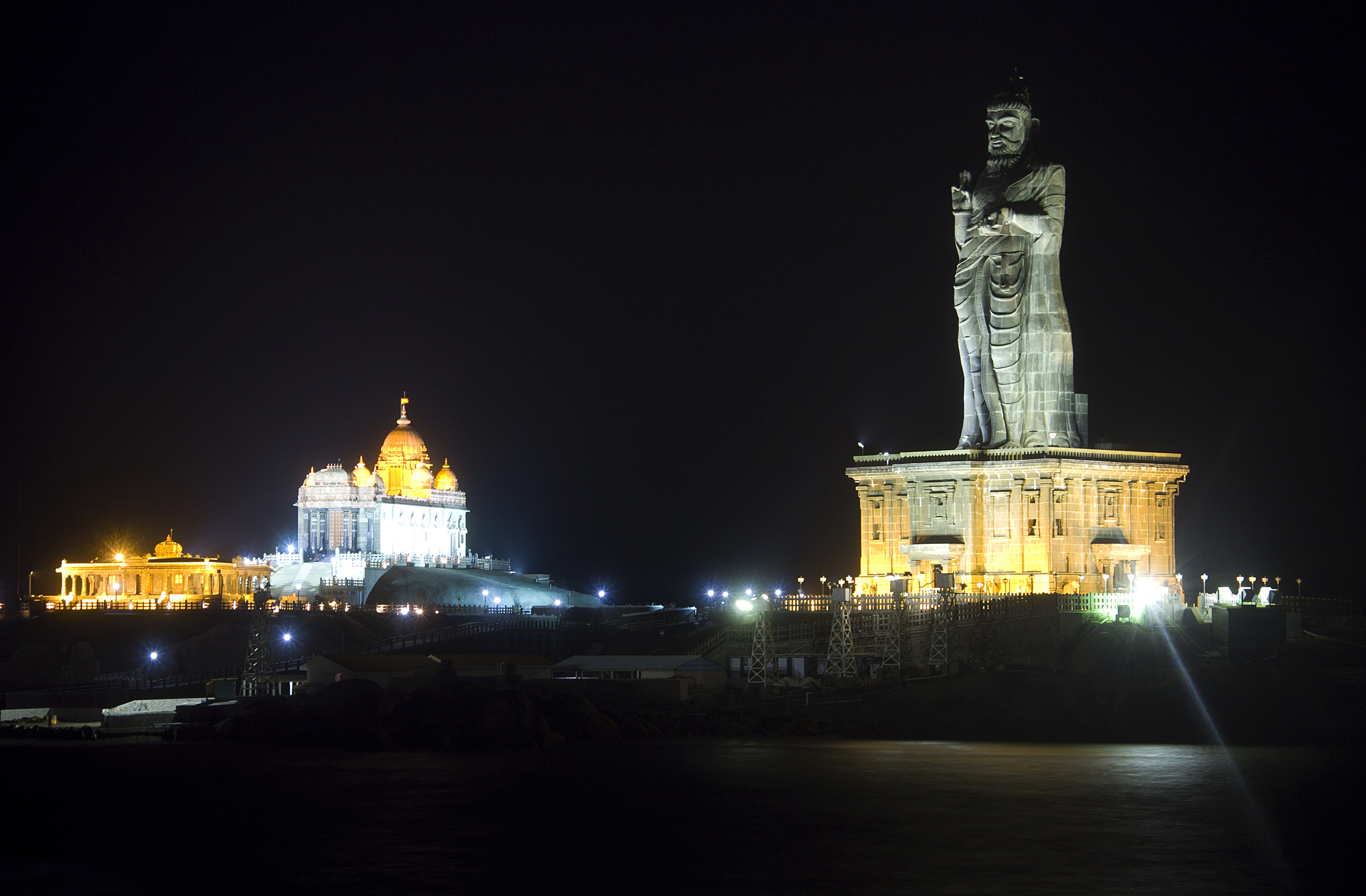
Vue depuis la ville de Kânyâkumârî du mémorial du rocher de Vivekananda (à gauche) et de la statue de Thiruvalluvar (à droite) illuminés.

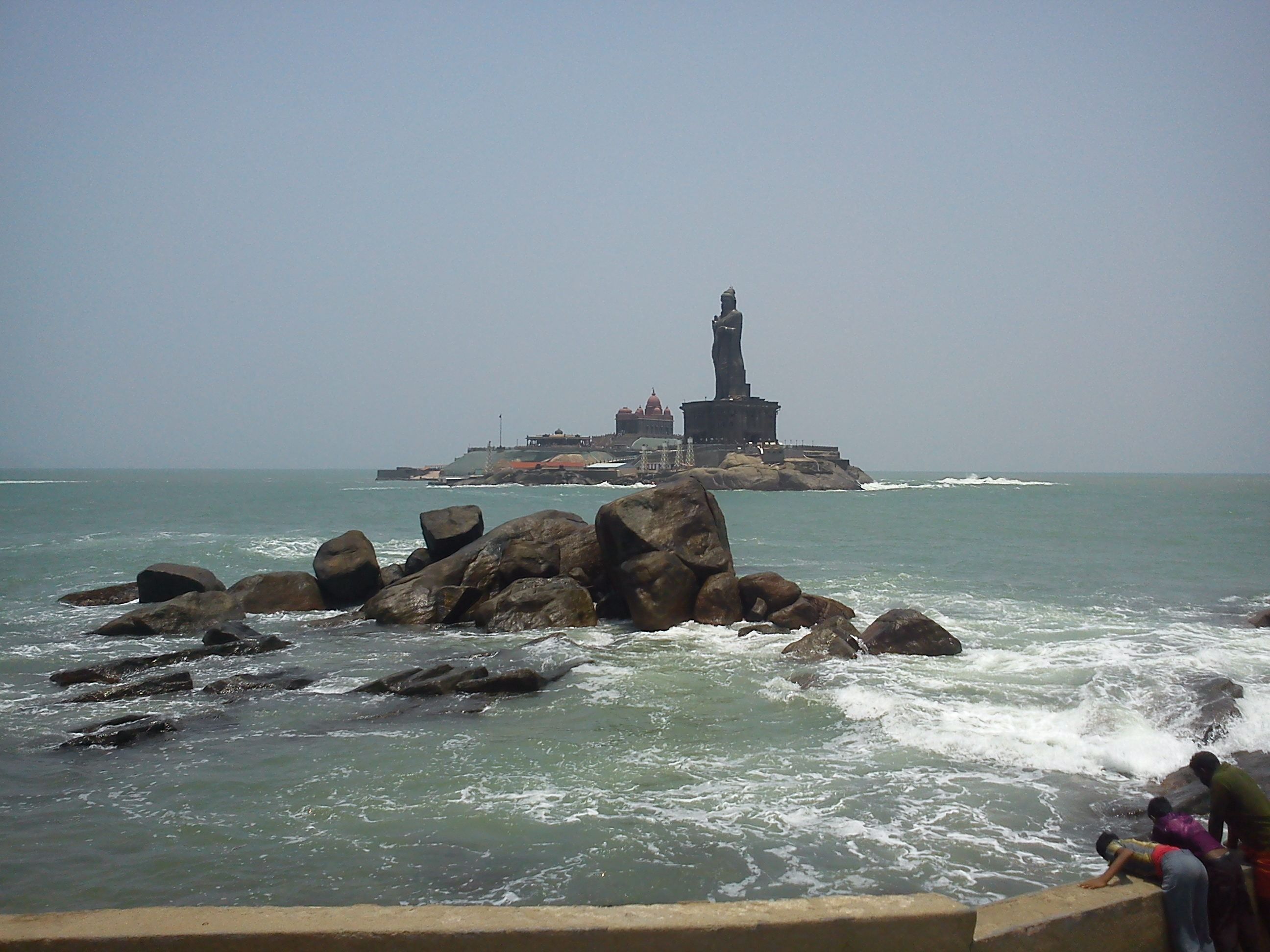
Vue du mémorial du rocher de Vivekananda (à gauche) et de la statue de Thiruvalluvar (à droite) depuis la ville de Kânyâkumârî.